# Zonopetala correcta
Zonopetala correcta es una especie de mariposa de la familia Oecophoridae.
Fue descrita científicamente por Meyrick en 1915.